# Marianne North
Marianne North (Hastings, Inglaterra, 24 de octubre de 1830 - Gloucestershire, Inglaterra, 30 de agosto de 1890) fue una naturalista y pintora inglesa.

## Orígenes
Se formó desde temprano para ser cantante, pero sus aptitudes vocales no eran las adecuadas para desarrollarse en la profesión y se vio obligada a renunciar a ella. Fue entonces cuando empezó a pintar flores, una labor que le acompañaría toda la vida. En 1855 con el fallecimiento de su madre comenzó a viajar con su padre, un terrateniente y político que era diputado del Parlamento por Hastings. Sin embargo, no fue hasta la muerte de este, cuando ella decidió hacer realidad su sueño: viajar por todo el mundo dibujando especies vegetales.

## Vida artística
Durante los años 1871 y 1872 recorrió entre otros países Canadá, Estados Unidos y Jamaica, permaneciendo luego un año en Brasil. Durante su estancia en el país carioca vivió en la selva, en una cabaña, y allí realizó un centenar de pinturas. En 1875 estuvo en Tenerife durante unos meses, hospedándose en la mansión Little´s Place (conocida en la isla como Sitio Litre) y ampliando su colección con unas 29 obras basadas en la flora característica de Tenerife. Los dos años siguientes los pasó pintando especies vegetales de California, Japón, Borneo, Java y Sri Lanka.
Marchó a la India en 1878 y posteriormente de regreso a su país natal celebró una nutrida exposición de sus pinturas en Londres. El Real Jardín Botánico de Kew aceptó la propuesta de North por la que esta donaba parte de su obra con la condición de que el museo albergara una galería con su muestra. Los nuevos edificios, diseñados por el arquitecto James Fergusson, abrieron ese mismo año. El Real Jardín Botánico de Kew está dividido en tres secciones, este, oeste y norte; la galería de Marianne North está en la sección este.
Siguiendo las sugerencias de Charles Darwin, quien fue amigo de su padre, se trasladó a Australia, Nueva Zelanda y más tarde a Sudáfrica, Seychelles y Chile, ampliando su colección hasta unas 832 pinturas.
|                |
| Marianne North |

|                                                           |
| Galería Marianne North en el Real Jardín Botánico de Kew. |

|                                                                    |
| Interior de la Galería Marianne North, Real Jardín Botánico de Kew |

## Repercusión de su obra
La contribución de Marianne North no debe leerse sólo en un contexto artístico, ya que sus trabajos aportaban también un gran valor científico en una época en que la fotografía no era de uso habitual.
En honor de esta pintora inglesa fueron bautizadas con su apellido varias plantas: Areca northiana, Crinum northianum, Kniphofia northiana, Nepenthes northiana y Northea seychellana. 
Sus diarios de viaje fueron editados por su hermana en dos volúmenes: 
- Recollections of a Happy Life (Recuerdos de una vida feliz)
- Some Further Recollections of a Happy Life (Más recuerdos de una vida feliz).

|                                |
| Pintura de Nepenthes northiana |

|                  |
| Psittacula wardi |

|                    |
| Olearia argophylla |

|       |
| Japan |

|                    |
| Papiros en Sicilia |